# U Eun-gyeong
U Eun-gyeong (우은경?; 19 agosto 1962) è un'ex cestista sudcoreana.

## Carriera
Con la Corea del Sud ha disputato le Olimpiadi del 1988 e due Campionati del mondo (1983, 1986).